# Syndrome de la côte cervicale
 Mise en garde médicale
Le syndrome de la côte cervicale est un ensemble de symptômes causés par une maladie relativement rare de malformation congénitale osseuse. Ce syndrome est également appelé syndrome de Naffziger ou syndrome du scalène antérieur.
Le syndrome de la côte cervicale est caractérisé par l'existence d'une côte cervicale supplémentaire. Cette côte surnuméraire naît à la septième vertèbre cervicale. Il s'agit d'une anomalie congénitale située au-dessus de la première côte normale. Cette côte cervicale en sus est relativement commune, découverte chez 1,2 à 2 % de la population générale lors d'examens médicaux. C'est l'anatomiste français François-Joseph Hunauld qui décrivit le premier ce syndrome, dès le début du XVIIIe siècle. 
Dans des cas plus rares, une personne peut avoir deux côtes cervicales surnuméraires. Ces côtes cervicales sont parfois connues sous la dénomination de « côtes du cou ».
La présence d'une côte cervicale supplémentaire peut entraîner une forme de syndrome du défilé thoracique due à la compression de la partie inférieure du tronc du plexus brachial et de l'artère subclavière. Ces structures sont piégés entre les côtes cervicales et le muscle scalène antérieur.
La compression du plexus brachial peut être identifiée par une faiblesse des muscles situés autour dans la main, près de la base du pouce. La compression de l'artère sous-clavière est souvent diagnostiquée lors du un test clinique  de la manœuvre d'Adson permettant la détection d'une compression vasculaire dans le cadre du syndrome de la côte cervicale ainsi que du syndrome du défilé thoracique.